# Limnonectes plicatellus
Limnonectes plicatellus és una espècie de granota que viu a Malàisia, Singapur i Tailàndia.
Està amenaçada d'extinció per la pèrdua del seu hàbitat natural.